# 6995 Minoyama
6995 Minoyama è un asteroide della fascia principale. Scoperto nel 1996, presenta un'orbita caratterizzata da un semiasse maggiore pari a 2,5329769 UA e da un'eccentricità di 0,1754083, inclinata di 4,50045° rispetto all'eclittica.